# Drahtzug

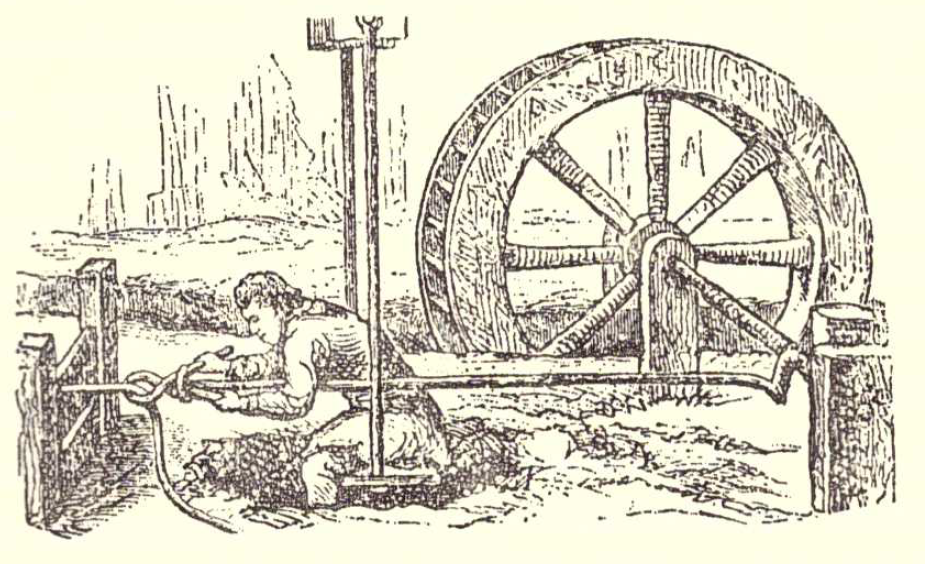
Drahtzieher nach Ludwig Beck: Die Geschichte des Eisens, Bd. 2, S. 503.

Unter Drahtzug (auch als Drahtzieherei, Drahtrolle, Drahtmühle, Drahtwerk, Drahthütte oder Drahthammer bezeichnet) wurden seit dem späten Mittelalter (ab dem 14. Jahrhundert) bis etwa 1900 kleine Eisenwerke und weitere Metallwerke bezeichnet, die sich auf das Drahtziehen, also das Herstellen von Metalldraht, spezialisiert hatten. Sie waren äußerlich den Hammerschmieden ähnlich und oft an sie angegliedert. 

## Produktionstechnik

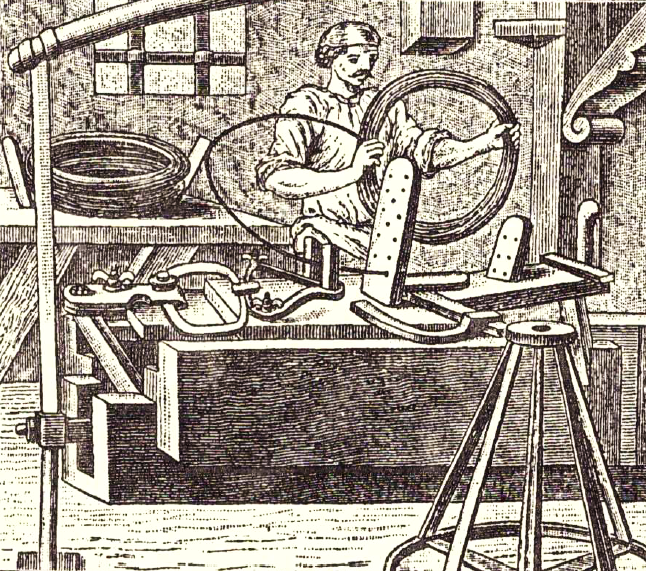
Drahtzieher in einer Drahtmühle nach Ludwig Beck: Die Geschichte des Eisens, Bd. 2, S. 976.

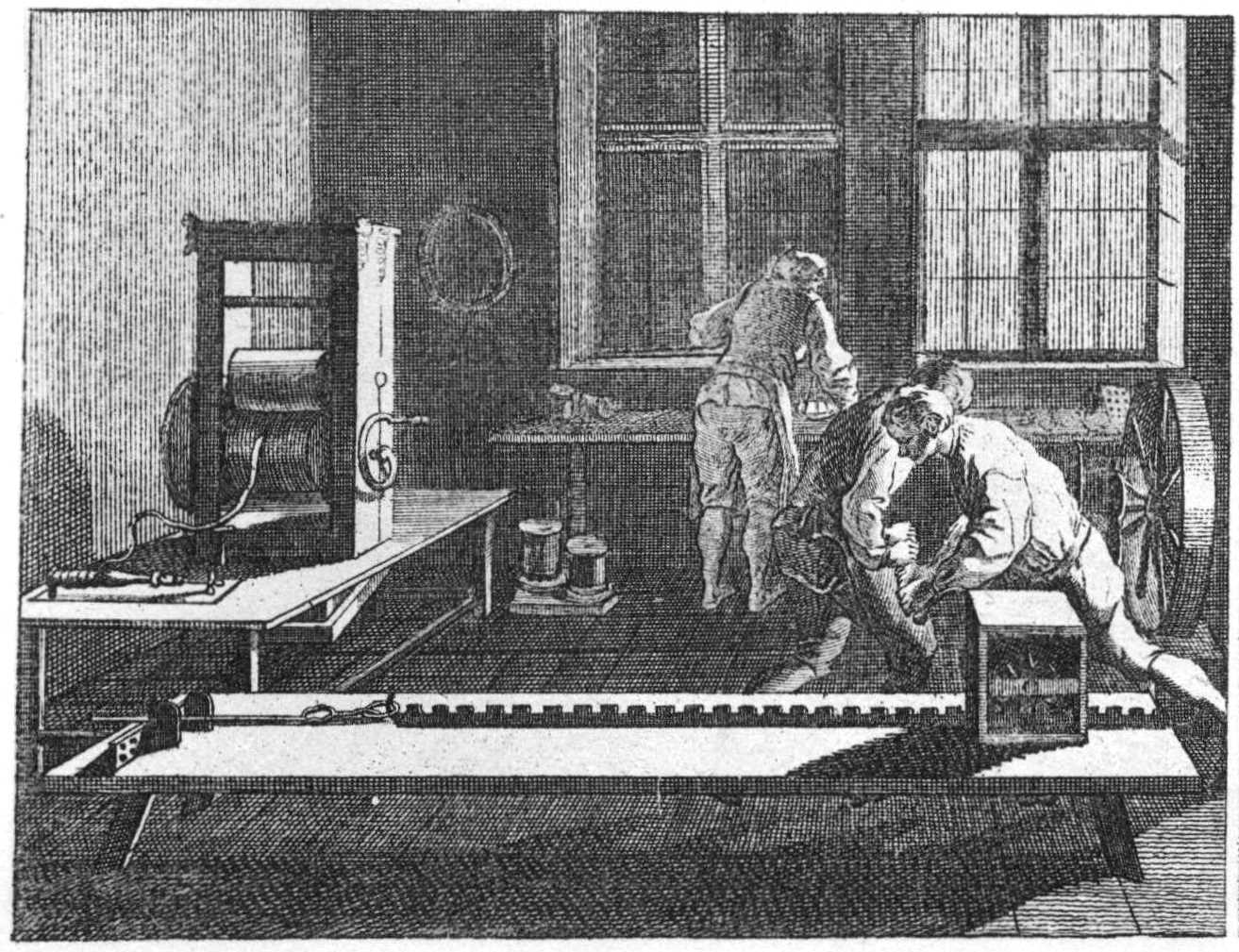
Drahtzieher bei der Ziehmaschine. Daneben ein Spulrad. Zur Linken eine Plättmühle. Auf dem Tische Spulen, Zangen und ein Zieheisen mit Löchern. Neben dem Fenster umgespulter Draht.

### Verfahren
Draht wurde zunächst aus geschmiedeten Stäben in einem aufwändigen Schmiedeverfahren hergestellt. Ausgangsmaterial waren möglichst lange Rundstäbe (wie etwa Stabeisen), die in einem Zainhammer hergestellt wurden. Diese mussten dann geglüht werden und konnten sodann durch eine besondere Einrichtung, das sogenannte Zieheisen, hindurchgezogen werden. Dies war eine Eisen- oder Stahlscheibe mit einer Reihe konisch gebohrter Löcher von unterschiedlichem Durchmesser. Es wurde mit dem größten Loch begonnen, und man wiederholte den Vorgang beim nächstkleineren, bis man den gewünschten Durchmesser erreicht hatte. Zwischen den einzelnen Durchgängen musste der Draht immer wieder erhitzt werden.

### Maschinerie und Werkzeuge
Die Zugkraft gewann man mit Hilfe eines Wasserrades. Daran wurde seitwärts eine sich vor- und rückwärts bewegende Kurbel angebracht, und an diese wurde eine Zugvorrichtung mit einer Zange befestigt. Mit der Zange wurde am vordersten Punkt der Bewegung das Stabeisen ergriffen und mittels der waagrecht ausgeführten Bewegung der Stab durch das Loch des Zieheisens gezogen. Bei der Vorwärtsbewegung musste die Zange geöffnet und nachgegriffen werden. Der zugehörige (historische) Handwerksberuf ist der Drahtzieher. Er saß zunächst auf einer Schaukel, um diese Tätigkeit leichter ausführen zu können. Sein wichtigstes Werkzeug war der Ziehstein, in älterer Zeit das Zieheisen. 
Ab dem 16. Jahrhundert wurde der Mechanismus weiterentwickelt, sodass die Schaukel entfiel. Die Zange wurde starr mit der Kurbel verbunden und konnte auf einer Werkbank selbständig vor- und zurückfahren. 

### Energie
Bis zur Durchsetzung der Dampfmaschine benötigten die Fertigungsstätten Wasserkraft, wobei vor dem 14. Jahrhundert auch Tretmühlen verwendet wurden. Während des Ziehens ist (mit Ausnahme von Kupfer) ein periodisches Rekristallisationsglühen der Drähte erforderlich, um das Gefüge des Metalls wieder verformbar zu machen. Dazu betrieben die Drahtzüge Feuerstellen und später Industrieöfen (Drahtglühe), mussten also Holzkohle zur Verfügung haben. Eisendraht wurde auf offenem Feuer bisweilen außerhalb der Werkstätte geglüht, was zu zahlreichen Bränden führte. Vom 18. Jahrhundert an glühte man Stahldraht in geschlossenen Kesseln innerhalb der Werkstätte. Ältere Drahtziehereien besitzen in der Regel ein Wasserrad und einen Schornstein. 

### Rohmaterial und Produkte
Seit dem 19. Jahrhundert wird Draht nicht mehr aus Stäben, sondern aus gewalztem Rohdraht gezogen. Das Fertigungsverfahren, das zum Umformen gehört, wird heute Durchziehen genannt. Die produzierten Drahtsorten waren sehr unterschiedlich und nicht genormt, sie wurden auch sehr unterschiedlich bezeichnet (z. B. Mauscheldraht, Schleppdraht, Strickdraht, Ringeldraht, Mährischer Eisendraht). Draht wurde in Ringen (wie auch heute) zu 10 Pfund gehandelt.

## Verbreitung und Beispiele
Aufgrund ihrer industriellen Vergangenheit ist „Drahtzug“ noch immer der Name mancher Ortsteile, Unternehmen oder Veranstaltungsstätten. Eine auf das Mittelalter zurückreichende Handwerkstradition besteht etwa in Altena. Als Baudenkmal ist dort die Drahtrolle „Am Hurk“ erhalten.
Das Gleiche gilt für die Bezeichnung „Drahthammer“ in der Oberpfalz, die sich in einigen Ortsnamen findet. Produktionsbetriebe waren beispielsweise im Drahthammer Grötschenreuth oder beim ehemaligen Amberger Bahnhof Drahthammer. Drahthämmer waren als spezialisierte Weiterverarbeitungsbetriebe wesentlich seltener als beispielsweise die eisenproduzierenden Schienhämmer oder die ebenfalls eisenverarbeitenden Blechhämmer: So werden 1475 in der Oberpfalz 60 Blechhämmer und nur 1 Drahthammer genannt, 1609 sind es 57 Blechhämmer und 7 Drahtmühlen.